# Henry Bagenal
Pour les articles homonymes, voir Bagenal.
Henry Bagenal (Carlingford, comté de Louth (Irlande) 3 août 1556 – 14 août 1598) est maréchal dans l'armée anglaise en Irlande durant le règne d'Élisabeth Ire d'Angleterre.

## Biographie
Son père, Nicholas Bagenal, et sa mère, Ellen, fille aînée et cohéritière d'Edwards Griffith, ont quatorze enfants. Henry est le troisième, mais il devient l'aîné, après la mort, enfants, des deux premiers, ce qui le fait l'héritier des importants domaines de ses parents, tant en Irlande qu'en Angleterre.
Bagenal est probablement inscrit à Jesus College d'Oxford, quand il a 16 ans, en 1572 ou en 1573, mais il quitte ce collège sans aucun diplôme, pour rejoindre son père, qui est maréchal dans l'armée anglaise en Irlande. En mai 1577, Nicholas est nommé « chief commisioner » de l'Ulster, et Henry son assistant. Henry Bagenal est lui-même fait chevalier en 1578. Il participe à quelques désastres militaires. Ainsi, à la bataille de Glenmalure, le 25 août 1580, il est l'un des chefs de l'arrière garde des troupes conduites par Arthur Grey, 14e baron de Wilton, qui est battu par Fiach McHugh O'Byrne et Viscount Baltinglass dans les montagnes de Wicklow. En 1584, Bagenal est colonel de la garnison de Carrickfergus, quand 1 300 Écossais de Sorley Boy MacDonnell débarquent sur Rathlin Island. Bagenal attaque, mais il tombe dans une embuscade à Glenarm et doit battre en retraite.
En mai 1586, il est envoyé par son père à la cour pour faire son rapport. Il demande des mesures pour affaiblir Hugh O'Neill, 2e comte de Tyrone, un accroissement du rôle du maréchal, et une présidence en Ulster avec une salle de comté et une prison pour rendre la justice royale. Le 16 septembre 1586, pendant sa visite à Londres, il écrit à un parent de sa femme, Edward Manners, 3e comte de Rutland, pour lui demander s'il a un siège parlementaire de borough à lui accorder. Il est élu Membre du Parlement anglais à la fois à Grantham (Lincolnshire) et à Anglesey (Pays de Galles), et il choisit cette dernière circonscription. En septembre 1587, il retourne en Irlande pour représenter son père. Il lui succède comme maréchal dans l'armée et comme « chief commissioner » pour l'Ulster en octobre 1590, et prête serment pour le Conseil privé. Ses propositions d'actions sont rejetées, car une décision a déjà été prise de tenter une conciliation avec Hugh O'Neill. Celui-ci demande Mabel, la sœur de Bagenal en mariage, ce que ce dernier refuse avec mépris. Hugh O'Neill s'enfuit alors avec elle, et l'épouse.
En mai 1595, Bagenal conduit une armée de 1 750 hommes pour relever la garnison de Monaghan. Ses forces, attaquées par O'Neill, subissent de lourdes pertes. Bagenal est forcé de se replier sur Newry, et de se faire ravitailler par la mer, O'Neill ayant bloqué le Moyry Pass. Bagenal parvient à ravitailler la garnison d'Armagh en décembre 1598 et en juin 1597, mais il a plus de difficultés à ravitailler le fort de Portmore sur la rivière Blackwater. Lors d'une tentative pour le faire, il est mortellement touché en plein front par une balle de mousquet, tirée par les forces d'O'Neill durant la bataille de Yellow Ford.
Marié avec Eleanor, troisième fille de John Savage, il a quatre enfants : Arthur, qui hérite des biens considérables de son père, Griffith, John et Ann.